# John Lindow
John Lindow (født 1946) er en amerikansk religionsforsker, folklorist og professor ved institut for Studier i skandinavisk middelalder og folklore ved Berkeley Universitet i Californien. I 1972 fik han en Ph.d. grad i germansk sprog og litteratur fra Harvard, og i 1981 blev han ansat i sin nuværende stilling på Berkeley. Lindows værker omfatter bl.a. en håndbog i Nordisk mytologi Norse Mythology: A Guide to the Gods, Rituals, and Beliefs.
John Lindows hovedarbejdsområde er norrøn litteratur med fokus på mytologi og poesi, skandinavisk folklore og legender, og finno-ugrisk folklore. Hans metodiske fokus er fortolkning af tekst i social og historisk kontekst.

## Bibliograf
- Lindow, John (1976) Comitatus, individual and honor: Studies in north Germanic institutional vocabulary, University of California Press[4]
- Lindow, John (1978) Swedish legends and folktales, Berkeley: University of California Press[5]
- Myths and Legends of the Vikings, Bellerophon Books, 1980.
- Viking Ships, Belerophon Books, 1982.
- Scandinavian Mythology: An Annotated Bibliography, Garland Press, 1984.
- (Editor with Carol J. Clover) Old Norse-Icelandic Literature: A Critical Guide, Cornell University Press (Ithaca, NY), 1985, University of Toronto Press (Toronto, Ontario, Canada), 2005.
- (Editor with Lars Lonnroth and Gerd Wolfgang Weber) Structure and Meaning in Old Norse Literature: New Approaches to Textual Analysis and Literary Criticism, Odense University Press (Odense), 1986.
- Lindow, John (1997) Murder Vengeance among the Gods: Baldr in Scandinavian Mythology, Helsinki : Suomalainen tiedeakatemia, Academia Scientiarum Fennica[6]
- (Editor with Carl Lindahl and John McNamara) Medieval Folklore: An Encyclopedia of Myths, Legends, Tales, Beliefs, and Customs, ABC-CLIO, 2000.
- Lindow, John (2001) Handbook of Norse mythology, Santa Barbara, Calif.[7] also published as Lindow, John (2001). Norse Mythology: A Guide to the Gods, Heroes, Rituals, and Beliefs. Oxford University Press. ISBN 0-19-515382-0.[2]
- Lindow, John (2014) Trolls: An Unnatural History. London: Reaction Books[8]

Artikler i udvalg
- "Akkerisfrakki: Traditions Concerning Óláfr Tryggvason and Hallfreddr Óttarsson vandraskáld and the Problem of the Conversion." Journal of English and Germanic Philology 108 (2007): 64-80.
- "Poets and Poetry in Myth and Life: The Case of Bragi." In Old Norse Religion In Long-Term Perspectives: Origins, Changes And Interactions: An International Conference in Lund, Sweden June 3-7, 2004. Vägar till Midagård, 8. Ed. Anders Andrén, Kristina Jennbert, and Catharine Raudvere (Lund: Nordic Academic Press, 2006), 21-25.
- "Cultures in Contact." Old Norse Myths, Literature and Society, ed. Margaret Clunies Ross. The Viking Collection, Vol. 14. (Odense: University Press of Southern Denmark, 2003), 89-109.
- "Myth Read as History: Odin in Snorri Sturluson's Ynglinga Saga." Myth: A New Symposium, ed. Gregory Schrempp and William Hansen. (Blomington and Indianapolis: University of Indiana Press, 2002), 107-123.
- "The Tears of the Gods: A Note on the Death of Baldr in Scandinavian Mythology." Journal of Englush and Germanic Philology 101 (2002): 155-169.
- "Norse Mythology and the Lives of the Saints." Scandinavian Studies 73 (2001): 437-456